# Echinodictyum pennatum
Echinodictyum pennatum är en svampdjursart som först beskrevs av Duchassaing och Giovanni Michelotti 1864.  Echinodictyum pennatum ingår i släktet Echinodictyum och familjen Raspailiidae. Inga underarter finns listade i Catalogue of Life.